# Audrey Hepburn, une vie

Audrey Hepburn, une vie (The Audrey Hepburn Story) ou Audrey Hepburn, Ma vie de star au Québec, est un téléfilm biographique réalisé par Steven Robman en 2000. Il raconte la vie de l'actrice Audrey Hepburn, de sa prime enfance en Belgique à son triomphe sur le tournage de Diamants sur canapé.

## Synopsis
Le film commence lors du tournage de Diamants sur canapé. On voit Audrey Hepburn (Jennifer Love Hewitt) jouer la toute première scène du film devant la célèbre joaillerie.
Suit une série de flash-back racontant l'enfance difficile de l'actrice, son adolescence pendant la guerre en Hollande, et ses débuts professionnels, entrecoupée d'occasionnels retours au tournage où son manque de confiance en elle-même et sa relation évolutive avec le romancier Truman Capote sont les fils directeurs.
La conclusion du film, après le tournage de la toute dernière scène de Diamants sur canapé montre Audrey Hepburn acclamée par toute l'équipe.

## Distribution
- Jennifer Love Hewitt (VF : Sophie Arthuys) : Audrey Hepburn
- Frances Fisher : Ella Van Heemstra
- Keir Dullea : Joseph Hepburn
- Gabriel Macht : William Holden
- Peter Giles : James Hanson
- Emmy Rossum (VF : Sophie Arthuys) : Audrey Hepburn adolescente
- Eric McCormack (VF : Guillaume Lebon) : Mel Ferrer
- Seana Kofoed : Kay Kendall
- Michael J.Burg (VF : Laurent Lederer) : Truman Capote
- Joan Copeland : Cathleen Nesbitt
- Marcel Jeannin (VF : Alexandre Gillet) : Givenchy
- Adam Mc Donald : Dick Dana
- Mark Camacho : le conducteur de taxi
- Sarah Hyland : Audrey Hepburn enfant
- Vlasta Vrana : Oncle Wilhem
- Barry Julien : Skip
- Lise Roy : Marie Louise Habets (Sœur Luc)
- Catherine Colvey : Mme Rambert
- Bruce Dinsmore : Blake Edwards
- Tamara Hope : Clara
- Lenie Scoffié : Colette
- Ray Landry : Humphrey Bogart
- Audrey Hepburn : elle-même

## Commentaires
The Audrey Hepburn Story a reçu un accueil très mitigé de la part du public, d'une part à cause d'erreurs factuelles répétées, d'autre part par l'interprétation d'Audrey Hepburn  qu'offre Jennifer Love Hewitt. Sur le point des erreurs il faut convenir qu'elles sont surprenantes : comment alors que les garde-robes d'Audrey et George Peppard dans la dernière scène de Diamants sur canapé sont fidèlement retranscrites n'en est-il pas de  même pour la structure de la scène ? Comment est-il possible que les réalisateurs aient pris la peine d'intégrer au film des citations rigoureusement authentiques comme « If I was a dog I'd be a hell of mess » alors qu'ils avaient écarté un détail aussi élémentaire que le nom de famille d'Audrey pendant son enfance ?
Ces erreurs sont probablement davantage dues à une nécessité du scénario (la rencontre d'Audrey et de sœur Luc au Congo) ou de décors (la scène de la piscine dans Sabrina). Elles sont sinon difficilement explicables.

### Erreurs
- Audrey Hepburn s'appelait Audrey Ruston durant son enfance. Elle ne prit le nom de Hepburn (qui lui vient d'un des membres de la famille de son père) qu'après la guerre.
- Le père d'Audrey a quitté la maison sans aucune explication. Rien ne prouve qu'il ait agi aussi activement en faveur du nazisme, même s'il l'a soutenu avant la guerre. Ella, d'ailleurs, y a aussi (très brièvement) adhéré. Mais lorsqu'elle apprit les atrocités de cette politique, la baronne s'investit activement dans la Résistance.
- Alexandre entre dans la résistance tandis que Ian a été arrêté par les nazis.
- Aucune mention n'est faite de la tante et du grand-père d'Audrey qui habitèrent avec elle durant la guerre.
- La mère d'Audrey a toujours protégé et aidé sa fille tout au long de sa vie, mais elle était beaucoup moins affectueuse avec elle.
- Audrey n'est pas restée sans contact avec son père jusqu'au déclenchement de la guerre. Il lui a rendu quelques rares visites au pensionnat.
- La libération d'Arnhem est extrêmement irréaliste : la ville devrait être en ruines et les habitants démunis. On voit des immeubles intacts et des gens en bonne santé portant des vêtements neufs.
- Le fameux discours de Churchill n'a pas été prononcé en 1944 à l'occasion de la libération de la Hollande mais en 1940 en Angleterre.
- Lors de la Libération, Audrey paraît beaucoup trop malade pour assister au film projeté par les Anglais, comme elle l'explique plus tard à Gregory Peck.
- Lorsque Truman Capote déclare, en entendant Audrey chanter Moon River, "Call girls don't sing" (les call-girls ne chantent pas), il semble oublier qu'Holly chante également dans son livre.
- Le premier film d'Audrey n'était pas Laughter in Paradise mais The Dutch in Seven Lessons.
- Dans "Young Wives's Tale", Audrey Hepburn a un rôle bien plus important.
- Aucune mention n'est faite du film "Secret People" dans lequel Audrey joue un de ses premiers rôles importants.
- Aucune mention n'est faite du Tony Award qu'Audrey a remporté pour sa prestation dans Ondine.
- La scène de la Vespa, dans Vacances romaines, n'a pas été tournée en studio mais bien en extérieur à Rome.
- La scène de Sabrina où Bogart embrasse Audrey a été tournée dans un terrain de tennis et non une piscine.
- Lorsqu'elle rencontra pour la première fois Givenchy, Audrey portait un pantalon, une chemise à carreaux et un chapeau vénitien.
- Le discours d'Audrey à la remise des Oscars est incorrect. Le commentaire qu'elle y porte sur sa mère a été prononcé des années plus tard.
- Aucune mention n'est faite des tournages de Vertes Demeures et Guerre et Paix.
- Audrey Hepburn et Marie Louise Habets se sont rencontrées bien avant que ne commence le tournage d'Au risque de se perdre.
- Mel Ferrer accompagna son épouse lors de ses retrouvailles avec son père (qui eurent lieu dans un hôtel). Dans le film, Audrey semble couper tout contact avec lui. En réalité, elle continua à le soutenir financièrement et affectivement tout au long de sa vie.
- Audrey apprécia réellement l'histoire de Diamants sur canapé. Ses restrictions à jouer Holly provenaient du fait qu'elle croyait ne pas pouvoir incarner une extravertie.
- La dernière scène de Diamants sur canapé est incorrecte : Holly arrive dans l'impasse à pied et non en taxi. Elle demande à Paul où est le chat avant d'appeler ce dernier et non après.
- Bien que la musique d'Henry Mancini, "Moon River" soit très présente  aucune mention n'est faite du compositeur, ni dans le film ni au générique.